# Aluminium Norf
Die Aluminium Norf GmbH (kurz Alunorf) produziert am Standort Neuss (Nordrhein-Westfalen) warm- und kaltgewalztes Aluminium-Band u. a. für Getränkedosen, Automobilteile, Aluminiumfolie oder Lithografieplatten für die Druckindustrie. Nach eigenen Angaben ist die Alunorf mit einer jährlichen Absatzmenge von rund 1,5 Mio. Tonnen und einer Fläche von etwa 577.000 m² das größte Aluminiumschmelz- und Walzwerk der Welt. Mit über 2.200 Mitarbeiterinnen und Mitarbeitern ist das Unternehmen einer der größten Arbeitgeber im Rhein-Kreis Neuss. Die Alunorf ist ein Joint Venture der Novelis und Speira.
Das Unternehmen gliedert sich in drei große Produktionsbereiche: das Aluminiumschmelzwerk (mit Recyclingcenter für Produktionsschrotte), den Warmband- sowie den Kaltbandbereich.

## Geschichte
Die Aluminium Norf GmbH wurde im April 1965 als gemeinschaftliches Unternehmen der ehemaligen Alcan (heute Novelis Deutschland GmbH) und der damaligen Vereinigte Aluminium-Werke (heute Speira GmbH) gegründet. Dadurch entstand in Norf bei Neuss das damals größte Aluminiumwalz- und -schmelzwerk Europas zur Verarbeitung von Aluminium zu Bändern und Blechen. Als Geschäftsführer wirkte in den 1980er Jahren der promovierte Ingenieur Bruno Bischel. Mit der größten Erweiterung zwischen 1990 und 1994 wurde die Aluminium Norf GmbH – kurz Alunorf – zum größten Aluminiumwalz- und -schmelzwerk der Welt.